# Leo Horwitz
Leo Horwitz est un patineur artistique autrichien.
Avec Christa von Szabó, il remporte en couple deux médailles de bronze championnats du monde, en 1913 et en 1914. Le couple est également champion d'Autriche en 1914 et vice-champion d'Autriche en 1913.

## Palmarès
Avec sa partenaire Christa von Szabó
| Compétition             | 1913 | 1914 |  |  |  |  |  |  |  |  |  |  |
| Championnats du monde   | 3e   | 3e   |  |  |  |  |  |  |  |  |  |  |
| Championnats d'Autriche | 2e   | 1er  |  |  |  |  |  |  |  |  |  |  |
|                         |      |      |  |  |  |  |  |  |  |  |  |  |